# (هرچه می‌کنم) به‌خاطر تو می‌کنم
«(هرچه می‌کنم) به‌خاطر تو می‌کنم» (به انگلیسی: (Everything I Do) I Do It for You) یک تک‌آهنگ از برایان آدامز، خوانندهٔ اهل کانادا است که در سال ۱۹۹۱ میلادی منتشر شد.
این تک‌آهنگ در چارت‌های آلمان، اتریش، استرالیا، ایرلند، بریتانیا، دانمارک، سوئد، فرانسه، نروژ و چندین کشور دیگر در رتبهٔ اول قرار گرفت.